# Fotografia

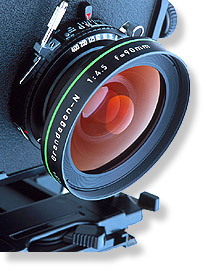
Câmera fotográfica de grande formato.

Fotografia: do grego φῶς [fós] ("luz") e γραφίς [grafis] ("instrumento para escrever, gravar, desenhar ou pintar") ou γραφή [grafé] (“escrita”), significa "escrever ou desenhar com luz e contraste"; noutros termos, é essencialmente a técnica de criação de imagens por meio de exposição luminosa, fixando-as em uma superfície sensível. A primeira fotografia reconhecida remonta ao ano de 1826 e é atribuída ao francês Joseph Nicéphore Niépce. Contudo, a invenção da fotografia não é obra de um só autor, mas um processo de acúmulo de avanços por parte de muitas pessoas, trabalhando, juntas ou em paralelo, ao longo de muitos anos. Se por um lado os princípios fundamentais da fotografia se estabeleceram há décadas e, desde a introdução do filme fotográfico colorido, quase não sofreram mudanças, por outro, os avanços tecnológicos têm sistematicamente possibilitado melhorias na qualidade das imagens produzidas, agilização das etapas do processo de produção e a redução de custos, popularizando o uso da fotografia.

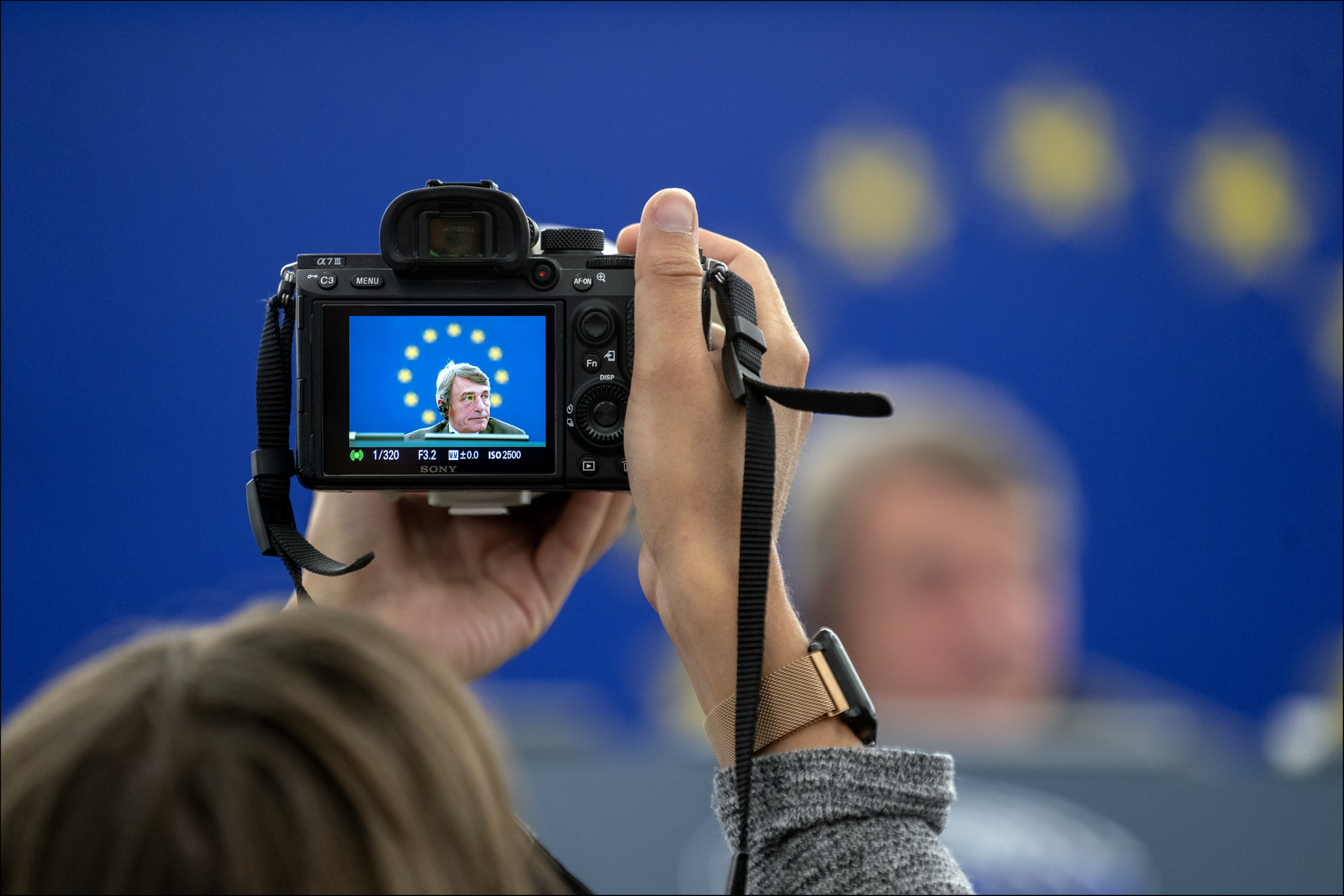
Câmera fotográfica em operação.

Atualmente, a introdução da tecnologia digital tem modificado drasticamente os paradigmas que norteiam o mundo da fotografia. Os equipamentos, ao mesmo tempo que são oferecidos a preços cada vez menores, disponibilizam ao usuário médio recursos cada vez mais sofisticados, assim como maior qualidade de imagem e facilidade de uso. A simplificação dos processos de captação, armazenagem, impressão e reprodução de imagens proporcionados intrinsecamente pelo ambiente digital, aliada à facilidade de integração com os recursos da informática, como organização em álbuns, incorporação de imagens em documentos e distribuição via Internet, têm ampliado e democratizado o uso da imagem fotográfica nas mais diversas aplicações. A incorporação da câmera fotográfica aos aparelhos de telefonia móvel têm definitivamente levado a fotografia ao cotidiano particular do indivíduo.
Dessa forma, a fotografia, à medida que se torna uma experiência cada vez mais pessoal, deverá ampliar, através dos diversos perfis de fotógrafos amadores ou profissionais, o já amplo espectro de significado da experiência de se conservar um momento em uma imagem.

## História
A fotografia não é a obra final de um único criador. Ao longo da história, diversas pessoas foram agregando conceitos e processos que deram origem à fotografia como a conhecemos. O mais antigo destes conceitos foi o da câmara escura, descrita pelo napolitano Giovanni Baptista Della Porta, já em 1558, e conhecida por Leonardo da Vinci que, como outros artistas no século XVI, a usava para esboçar pinturas.
O cientista italiano Angelo Sala, em 1604, percebeu que um composto de prata escurecia ao Sol, supondo que esse efeito fosse produzido pelo calor. Foi então que Johann Heinrich Schulze, fazendo experiências com ácido nítrico, prata e gesso em 1724, determinou que era a prata halógena, convertida em prata metálica, e não o calor, que provocava o escurecimento.

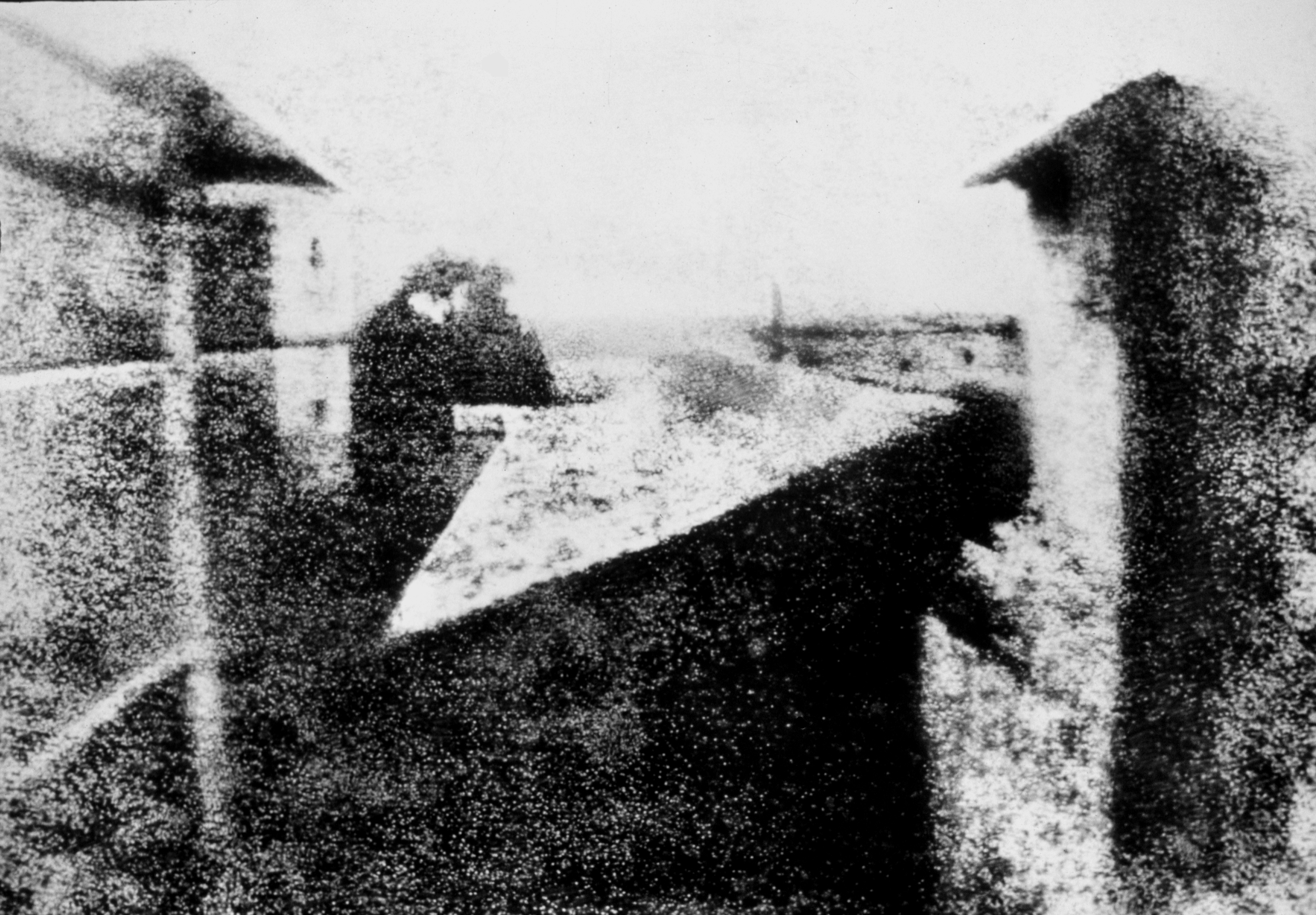
Imagem da primeira fotografia permanente do mundo feita por Nicéphore Niépce, em 1826.

A primeira fotografia reconhecida é uma imagem produzida em 1826 pelo francês Joseph Nicéphore Niépce numa placa de estanho coberta com um derivado de petróleo fotossensível chamado Betume da Judeia. A imagem foi produzida com uma câmera, sendo exigidas cerca de oito horas de exposição à luz solar. Nièpce chamou o processo de "heliografia", gravura com a luz do Sol.
Em 1833, o franco-brasileiro Hércules Florence realizou, em Campinas, o mais antigo registro fotográfico conhecido da América por meio de um papel sensibilizado via cloreto de prata e sendo considerado por alguns como um dos inventores do termo "fotografia".
Posteriormente, Daguerre, outro francês, produzia com uma câmera escura efeitos visuais em um espetáculo denominado "Diorama". Daguerre e Niépce trocaram correspondência durante alguns anos, vindo finalmente a firmarem sociedade.
Após a morte de Nièpce, Daguerre desenvolveu um processo com vapor de mercúrio que reduzia o tempo de revelação de horas para minutos. O processo foi denominado daguerreotipia. Daguerre descreveu seu processo à Academia de Ciências e Belas Artes, na França, e logo depois requereu a patente do seu invento na Inglaterra. A popularização dos daguerreótipos deu origem às especulações sobre o "fim da pintura", inspirando o Impressionismo.
O britânico *William Fox Talbot, que já efetuava pesquisas com papéis fotossensíveis, ao tomar conhecimento dos avanços de Daguerre, em 1839, decidiu apressar a apresentação de seus trabalhos à Royal Institution e à Royal Society, procurando garantir os direitos sobre suas invenções. Talbot desenvolveu um diferente processo denominado calotipo, usando folhas de papel cobertas com cloreto de prata, que posteriormente eram colocadas em contato com outro papel, produzindo a imagem positiva. Este processo é muito parecido com o processo fotográfico em uso hoje, pois também produz um negativo que pode ser reutilizado para produzir várias imagens positivas. À época, Hippolyte Bayard também desenvolveu um método de fotografia. Porém, por demorar a anunciá-lo, não pôde mais ser reconhecido como seu inventor.

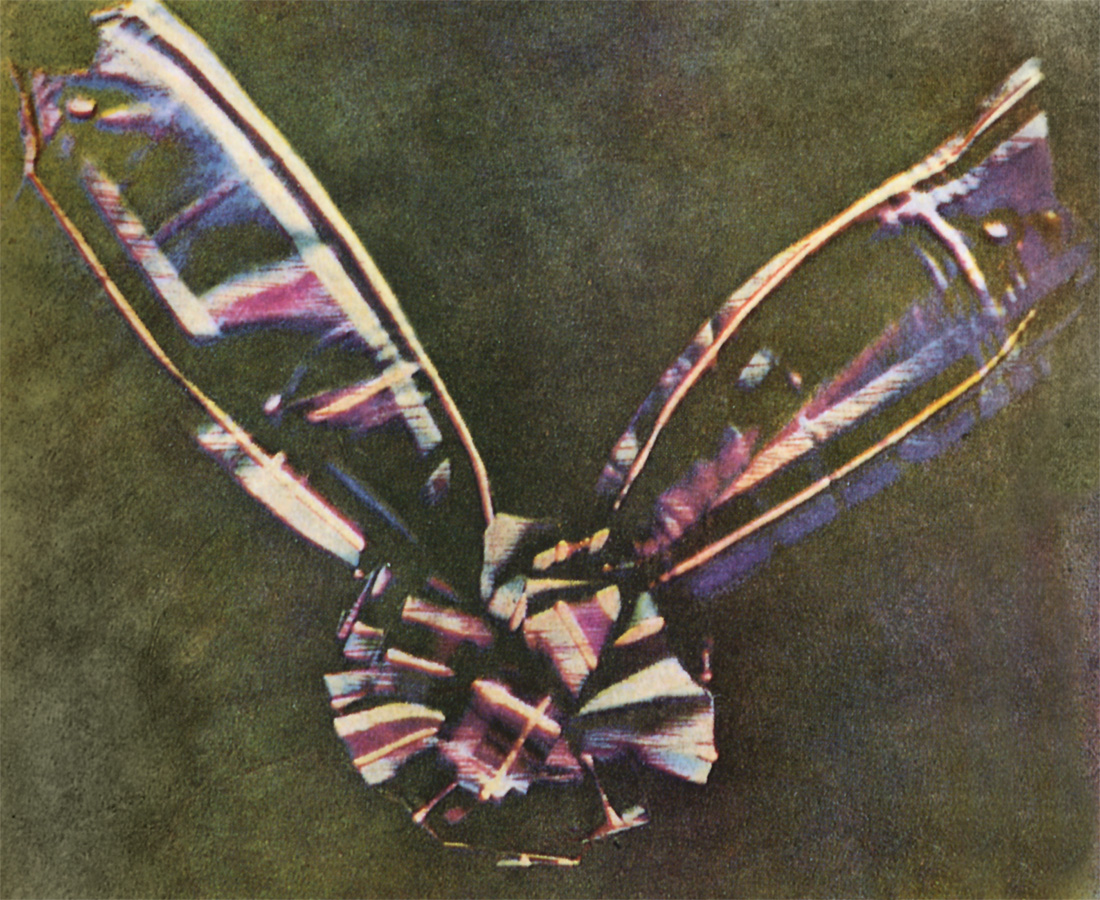
Imagem da primeira fotografia colorida da história, tirada por James Clerk Maxwell em 1861.

No Brasil, o francês radicado em Campinas (São Paulo), Hércules Florence, conseguiu resultados superiores aos de Daguerre, pois desenvolveu negativos. Contudo, apesar das tentativas de disseminação do seu invento, ao qual denominou "Photographie" - foi o legítimo inventor da palavra - não obteve reconhecimento à época. Sua vida e obra só foram devidamente resgatadas em 1976 por Boris Kossoy.
A fotografia então popularizou-se como produto de consumo a partir de 1888. A empresa Kodak abriu as portas com um discurso de marketing onde todos podiam tirar suas fotos, sem necessitar de fotógrafos profissionais com a introdução da câmera tipo "caixão" e pelo filme em rolos substituíveis criados por George Eastman.
Desde então, o mercado fotográfico tem experimentado uma crescente evolução tecnológica, como o estabelecimento do filme colorido como padrão e o foco automático, ou exposição automática. Essas inovações indubitavelmente facilitam a captação da imagem, melhoram a qualidade de reprodução ou a rapidez do processamento, mas muito pouco foi alterado nos princípios básicos da fotografia.
A grande mudança recente, produzida a partir do final do século XX, foi a digitalização dos sistemas fotográficos. A fotografia digital mudou paradigmas no mundo da fotografia, minimizando custos, reduzindo etapas, acelerando processos e facilitando a produção, manipulação, armazenamento e transmissão de imagens pelo mundo. O aperfeiçoamento da tecnologia de reprodução de imagens digitais tem quebrado barreiras de restrição em relação a este sistema por setores que ainda prestigiam o tradicional filme, e assim, irreversivelmente ampliando o domínio da fotografia digital.

## Processos fotográficos

### Fotografia em preto e branco

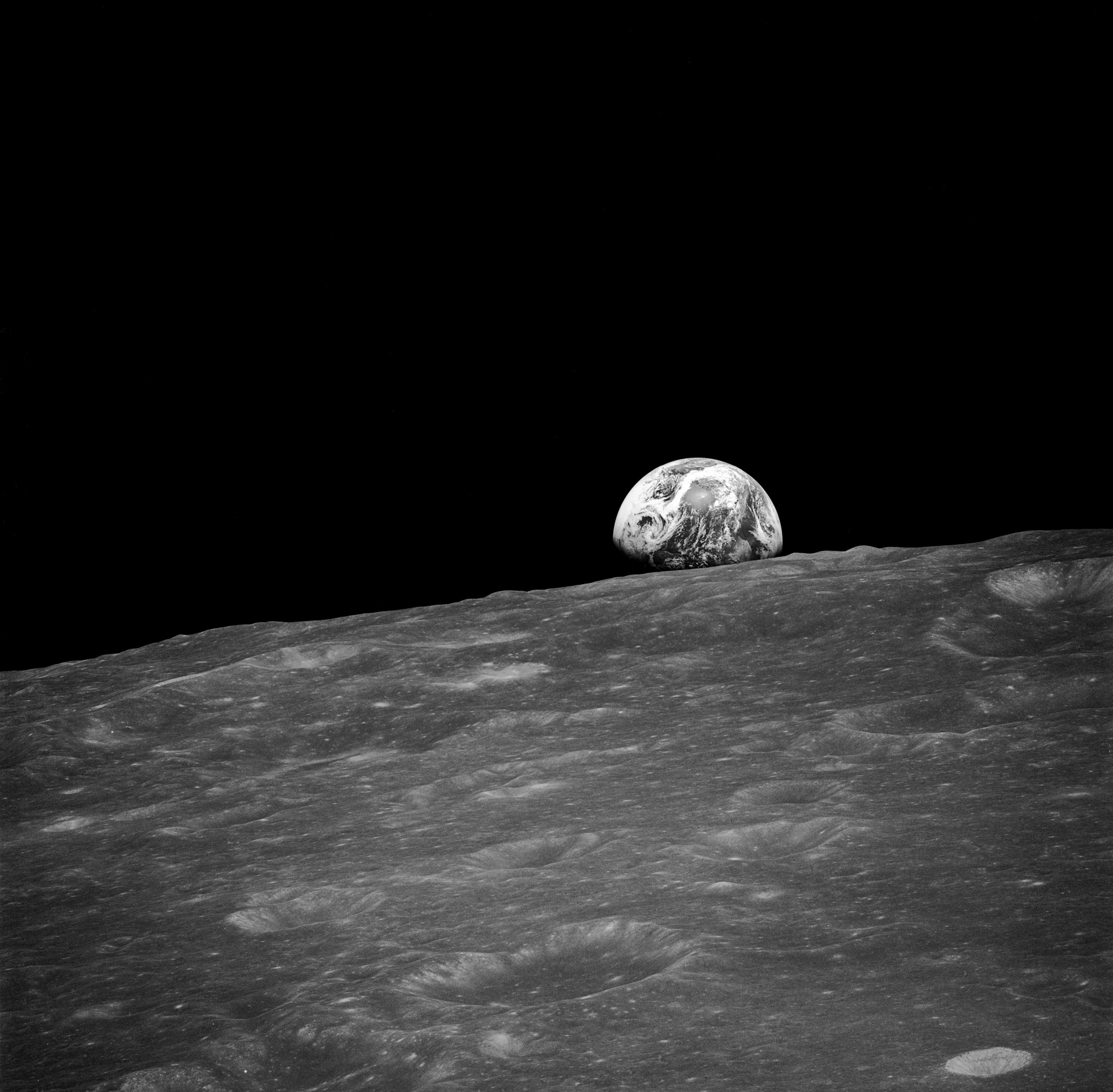
A lua em P&B.

A fotografia nasceu em preto e branco, mais precisamente como o preto sobre o branco, no início do século XIX. Desde as primeiras formas de fotografia que se popularizaram, como o daguerreótipo - aproximadamente na década de 1823 - até aos filmes preto e branco atuais, houve muita evolução técnica e diminuição dos custos. Os filmes atuais têm uma grande gama de tonalidade, superior até mesmo aos coloridos, resultando em fotos muito ricas em detalhes. Por isso, as fotos feitas com filmes PB são superiores as fotos coloridas convertidas em PB.

#### Meio tom
As fotografias em preto e branco destacam-se pela riqueza de tonalidades; a fotografia colorida não tem o mesmo alcance dinâmico.
Na fotografia P&B se costuma utilizar a luz e a sombra de forma mais proeminente para criar efeitos estéticos há quem prefira fotografar apenas em filme preto e branco, mesmo com a maior facilidade e menor custo do equipamento digital. Os sensores das câmeras digitais ainda possuem alcance dinâmico muito menor do que a fotografia P&B e mesmo da colorida, estando mais próximo do slide.

### Fotografia colorida

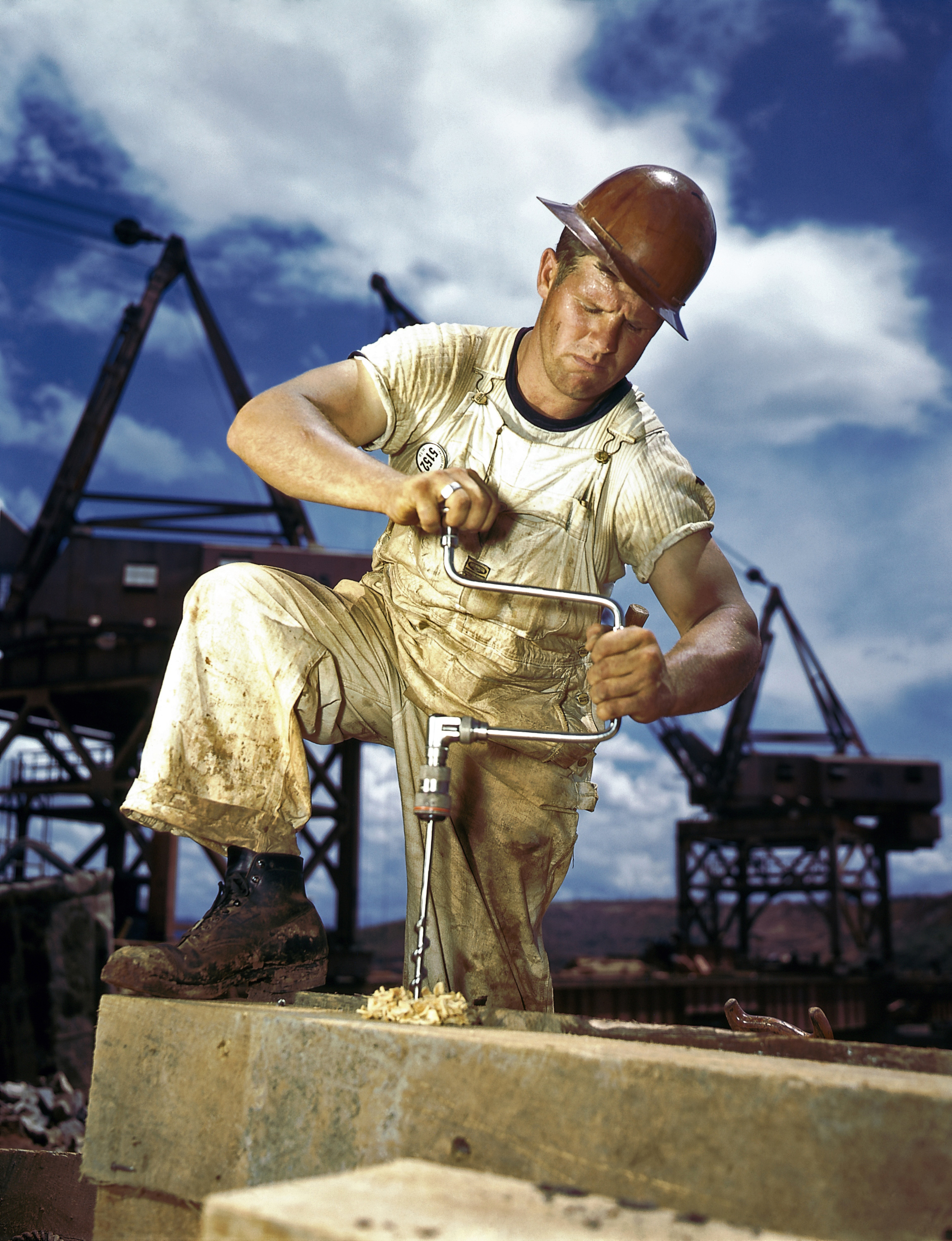
Foto de 1942 de um carpinteiro trabalhando. Exemplo histórico das primeiras fotografias coloridas.

A fotografia colorida foi explorada durante o século XIX e os experimentos iniciais em cores não puderam fixar a fotografia, nem prevenir a cor de enfraquecimento. Durante a metade daquele século as emulsões disponíveis ainda não eram totalmente capazes de serem sensibilizadas pela cor verde ou pela vermelha - a total sensibilidade a cor vermelha só foi obtida com êxito total no começo do século XX. A primeira fotografia colorida permanente foi tirada em 1861 pelo físico James Clerk Maxwell. O primeiro filme colorido, o Autocromo, somente chegou ao mercado no ano de 1907 e era baseado em pontos tingidos de extrato de batata.
O primeiro filme colorido moderno, o Kodachrome, foi introduzido em 1935 baseado em três emulsões coloridas. A maioria dos filmes coloridos modernos, exceto o Kodachrome, são baseados na tecnologia desenvolvida pela Agfa-color em 1936. O filme colorido instantâneo foi introduzido pela Polaroid em 1963.
A fotografia colorida pode formar imagens como uma transparência positiva, planejada para uso em projetor de slides (diapositivos) ou em negativos coloridos, planejado para uso de ampliações coloridas positivas em papel de revestimento especial. O último é atualmente a forma mais comum de filme fotográfico colorido (não digital), devido à introdução do equipamento de foto impressão automático.

### Fotografia panorâmica
A fotografia panorâmica, assim como a palavra panorama, refere-se a uma vista inteira de uma área circunvizinha. As fotografias panorâmicas tentam capturar tal vista.
A máquina fotográfica 360° é uma câmera fotográfica capaz de fazer uma única fotografia panorâmica completa (abrangendo toda a volta) a partir de um determinado ponto.

### Fotografia digital
Fotografia digital é uma imagem digital obtida por meio de uma câmera digital. Sendo um arquivo digital, pode, utilizando um computador, ser editada, impressa, enviada por e-mail ou armazenada em qualquer dispositivo de armazenamento digital.
A fotografia tradicional era um fardo considerável para os fotógrafos que trabalhavam em localidades distantes - como correspondentes de órgãos de imprensa - sem acesso às instalações de produção. Com o aumento da competição com a televisão, houve um aumento na urgência para se transferir imagens aos jornais mais rapidamente.

O sensor de CCD que substitui o filme nas câmeras digitais.

Fotógrafos em localidades remotas carregariam um minilaboratório fotográfico com eles, e alguns meios de transmitir suas imagens pela linha telefônica. Em 1990, a Kodak lançou o DCS 100, a primeira câmera digital comercialmente disponível. Seu custo impediu o uso em fotojornalismo e em aplicações profissionais, mas a fotografia digital surgiu neste momento.
Em 10 anos, as câmeras digitais se tornaram produtos de consumo, e estão, de modo irreversível, substituindo gradualmente suas equivalentes tradicionais em muitas aplicações, pois o preço dos componentes eletrônicos cai e a qualidade da imagem melhora.
A Kodak anunciou em janeiro de 2004 o fim da produção da câmeras reutilizáveis de 35 milímetros após o término daquele ano. Entretanto, a fotografia "líquida" irá perdurar, pois os amadores dedicados e artistas qualificados preservam o uso de materiais e técnicas tradicionais.
Até chegar ao que hoje é tecnologia de ponta, houve vários processos onde desenvolveram ainda mais a composição fotográfica.

#### Funcionamento
Na fotografia digital, a luz sensibiliza um sensor, chamado de CCD ou CMOS, que por sua vez converte a luz em um código eletrônico digital, uma matriz de números digitais (quadro com o valor das cores de todos os pixels da imagem), que será armazenado em um cartão de memória. Tipicamente, o conteúdo desta memória será mais tarde transferido para um computador. Já é possível também transferir os dados diretamente para uma impressora gerar uma imagem em papel, sem o uso de um computador. Uma vez transferida para fora do cartão de memória, este poderá ser apagado e reutilizado.

#### Revelação de fotos online
Revelação de fotos online é o nome vulgarmente dado ao procedimento de envio eletrônico de arquivos digitais de imagens para processamento e produção de cópias impressas por empresas especializadas. O termo não é tecnicamente correto, porque este processo dispensa justamente a etapa tradicionalmente conhecida como revelação fotográfica, porém, tem sido largamente incorporado ao vocabulário popular.

#### Álbuns virtuais
Com a popularização da fotografia digital, surgiram páginas da Internet especializadas em armazenar fotografias. Desse modo, suas imagens podem ser vistas por qualquer pessoa do planeta que acesse a rede. Elas ficam organizadas por pastas e podem ser separadas por assuntos a livre escolha.
Os álbuns virtuais podem ser usados com vários propósitos, abaixo estão listados alguns exemplos destes:
- Portfólio: Muito usado por fotógrafos amadores/profissionais para mostrarem seus trabalhos;
- Armazenamento: Quem não deseja ocupar espaço em seu HD pode usar o álbum para armazenar suas fotografias;
- Negócios: Outros usam os álbuns para vender seus trabalhos fotográficos.

## Equipamentos

### Câmera
A fotografia se estabiliza como processo industrial no século XX articulando uma câmera ou câmara escura, como dispositivo formador da imagem e um modo de gravação da imagem luminosa – uma superfície fotossensível, que pode ser filme fotográfico, o papel fotográfico ou, no caso da fotografia digital, um sensor digital CCD/CMOS que transforma a luz em um mapa de impulsos elétricos, que serão armazenados como informação em um cartão digital de armazenamento. Nesse processo fica evidente a relação entre a fotografia e seus processos análogos. Por exemplo, a fotocópia ou máquina xerográfica, forma imagens permanentes, mas usa a transferência de cargas elétricas estáticas no lugar do filme fotográfico. Disso provém o termo eletrofotografia. Na raiografia, divulgada por Man Ray em 1922, imagens são produzidas pelas sombras de objetos no papel fotográfico, sem o uso de câmera. E podem-se colocar objetos diretamente do digitalizador (scanner) para produzir figuras electronicamente.
Fotógrafos controlam a câmera ao expor o material fotossensível à luz, o que se altera qualitativa e quantitativamente segundo as possibilidades de cada aparelho. Os controles são geralmente inter-relacionados. Por exemplo, a exposição varia segundo a abertura (que determina a quantidade de luz) multiplicado pela velocidade do obturador (que determina um tempo de exposição), o que varia o tom da foto, a profundidade de campo fotográfico e o grau de corte temporal do modelo fotografado. Diferentes distâncias focais das lentes permitem variar a conformação da profundidade da imagem, bem como seu ângulo.
Os controles das câmeras podem incluir:
- Foco;
- Abertura das lentes;
- Tempo de exposição (ou velocidade de abertura do obturador);
- Distância focal das objetivas fixas: (teleobjetiva, normal ou grande-angular), ou variáveis (zoom);
- Sensibilidade do filme;
- Fotômetro.

### Objetiva
Para entender um pouco de objetivas, uma de 24 mm equivale a um campo de visão de 75 graus, e uma objetiva de 300 mm equivale a um campo de visão de 12 graus. Com a lente olho de peixe de 6 mm, 8 mm ou 12 mm, o fotógrafo inclui um campo de visão de mais de 190 graus. Uma 500 mm (aquelas que se veem em jogos de futebol, por exemplo) consegue fotografar só o guarda-redes do outro lado do campo de futebol. Ou seja, as lentes com valores inferiores a 50 mm são consideradas grandes angulares, e com valores acima de 150 mm são consideradas teleobjetivas.
A relação que se tem para se considerar uma objetiva como grande angular ou teleobjetivas, vem da comparação do tamanho da objetiva com a diagonal do filme utilizado. As objetivas em torno de 50 mm são consideradas normais, por possibilitarem na área do filme uma imagem com as características e um campo de visão semelhante ao olho humano.

### Superfície fotossensível
Entre 2006 e 2007, as vendas de câmeras fotográficas digitais cresceram 5% nos Estados Unidos, enquanto as de câmeras com filme caíram em mesma quantidade. A despeito do irreversível e crescente domínio da imagem digital no mundo da fotografia, o filme fotográfico ainda ocupa, por variados motivos, um espaço cativo no trabalho de muitos profissionais e aficionados que prometem a essa mídia uma sobrevida assegurada de vários anos.

## Controle da imagem

### Velocidade do obturador
O tempo durante o qual o obturador permanece aberto determina a quantidade de luz que chega ao filme. Ao selecionar uma velocidade do obturador, verifica-se se a câmara está suficientemente firme. Quanto mais firme estiver, mais baixa poderá ser a velocidade do obturador utilizada. Mesmo um movimento minúsculo durante a exposição poderá fazer com que toda a imagem fique tremida. Usar um tripé é a única maneira de garantir o êxito de uma fotografia que exija um tempo de exposição mais longo. Com uma teleobjetiva, a instabilidade da câmara é mais notável do que com uma grande-angular, por isso, quanto maior for a objetiva, maior será a velocidade de obturador necessária. Além de "congelar" a acção, a velocidade do obturador permite criar efeitos que sugerem movimentos, ou efeitos especiais com o zoom.

#### Efeito de Panning
Nem sempre é necessário usar uma velocidade do obturador tão alta. Muitas vezes pode acompanhar-se o movimento enquanto se dispara, para o compensar, usa-se uma técnica chamada "panning".

#### Congelamento
A velocidade do obturador desempenha um papel importante na transformação de motivos em movimento em uma imagem estática. Quanto menos tempo o obturador permanecer aberto, menos o motivo se moverá dentro do enquadramento e mais nítido ficará. Por isso utiliza-se uma maior velocidade ao fotografar um motivo em movimento, como um cavalo a correr.
Há ainda outros fatores a considerar. Primeiro, a velocidade real do motivo não indica necessariamente a rapidez com que a imagem irá mudar no visor. Se um motivo se dirigir directamente para a câmara ou se se afastar dela, a imagem mudará mais lentamente do que se ele passar perpendicularmente, e será necessária menos velocidade do obturador para "congelar" o movimento. Um movimento em diagonal no enquadramento necessitará de uma velocidade de obturador intermédiaria. O tamanho da imagem também é importante: um comboio visto como um ponto no horizonte não parecerá mover-se tão depressa como uma papoila oscilando em uma brisa suave em frente da objectiva. Quanto maior a distância focal e mais próximo do motivo, maior a velocidade do obturador.

## Usos da fotografia
A fotografia pode ser classificada como tecnologia de confecção de imagens e atrai o interesse de cientistas e artistas desde o seu começo. Os cientistas usaram sua capacidade para fazer gravações precisas, como Eadweard Muybridge em seu estudo da locomoção humana e animal (1887). Artistas igualmente se interessaram por este aspecto, e também tentaram explorar outros caminhos além da representação fotomecânica da realidade, como o movimento pictural. As forças armadas, a polícia e forças de segurança usam a fotografia para vigilância, identificação e armazenamento de dados.
Fotografias aéreas eram utilizadas para levantamento do uso da terra e planejamento de uma determinada região.

### A Fotografia no cotidiano e na vida
A fotografia pode ser utilizada no processo de investigação do cotidiano de nossos estudantes, a fim de que mediante as imagens obtidas da escola, da família, da vizinhança, da cidade e das coisas que os cercam, eles sejam orientados, através de uma metodologia específica, para análise e estudo desses "momentos documentados" e suas correlações históricas, sociais, geográficas, étnicas e econômicas; na educação, a simples disponibilidade do aparato tecnológico não significa facilitar o processo ensino-aprendizagem. É preciso que o professor alie os recursos tecnológicos com os seus conhecimentos e estratégias de ensino, visando alcançar um objetivo: o conhecimento real da imagem fornecida através da fotografia.

### Fotojornalismo

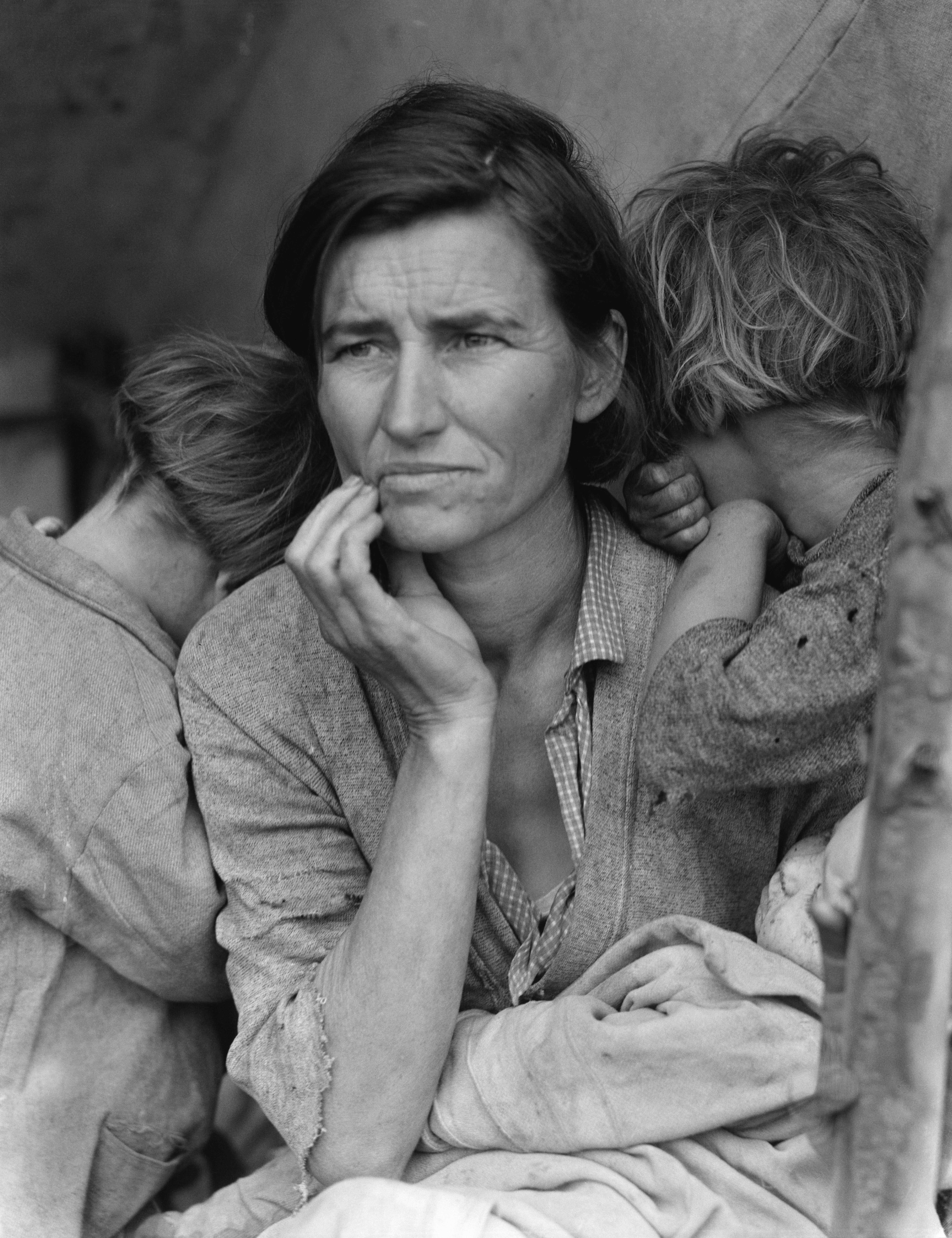
Migrant Mother de Dorothea Lange, 1936. Um exemplo de fotografia jornalística que retrata Florence Owens Thompson e sua família durante a Grande Depressão (ver: 100 Fotografias que Mudaram o Mundo).

O fotojornalismo preenche uma função bem determinada e tem características próprias. O impacto é elemento fundamental. A informação é imprescindível.
É na fotografia de imprensa, um braço da fotografia documental, que se dá um grande papel da fotografia de informação, o fotojornalismo. É no fotojornalismo que a fotografia pode exibir toda a sua capacidade de transmitir informações. E essas informações podem ser passadas, com beleza, pelo simples enquadramento que o fotógrafo tem a possibilidade de fazer. Nada acontece hoje nas comunicações impressas ou na mídia sem o endosso da fotografia.
Existem, basicamente, quatro gêneros de fotografia jornalística:
- As fotografias sociais: Nessa categoria estão incluídas a fotografia política, de economia e negócios e as fotografias de fatos gerais dos acontecimentos da cidade, do estado e do país, incluindo a fotografia de tragédia;
- As fotografias de esporte: Nessa categoria, a quantidade de informações é o mais importante e o que influi na sua publicação;
- As fotografias culturais: Esse tipo de fotografia, tem como função chamar a atenção para a notícia antes de ela ser lida e nisso a fotografia é única. Neste item podemos colocar um grande segundo grupo, a esportiva, pois no fotojornalismo o que mais vende após a polícia é o esporte;
- As fotografias policiais: muitos, quase todos os jornais exploram do sensacionalismo para mostrar acidentes com morte, marginais em flagrante, para vender mais jornais e fazer uma média com os assinantes. Pode-se dizer que há uma rivalidade entre os jornais para ver qual aquele que mostra a cena mais chocante num assalto, morte, acidente de grande vulto.

### Foto oficial

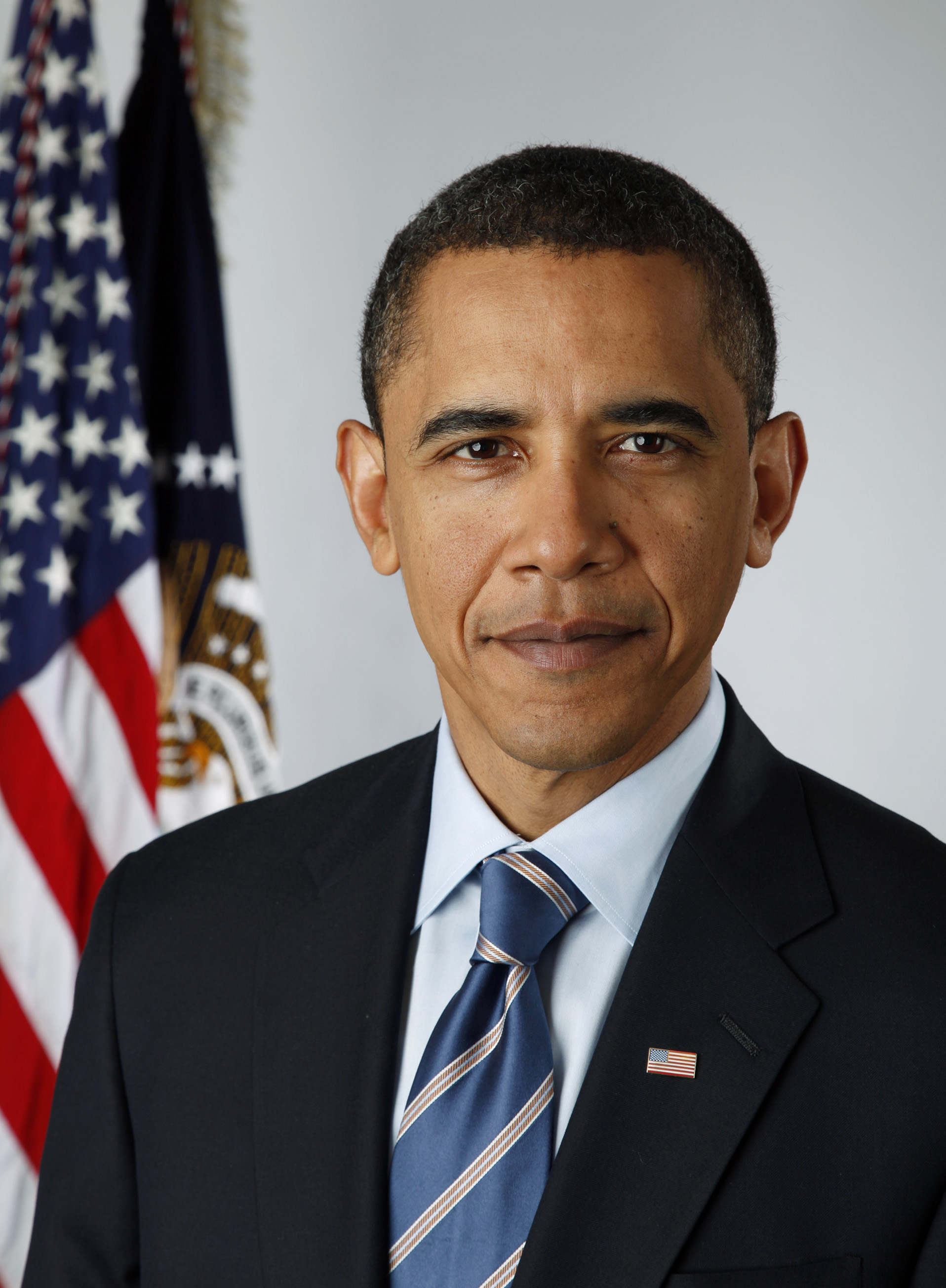
Foto oficial de Barack Obama, referente ao primeiro mandato como Presidente dos Estados Unidos.

Foto oficial ou retrato oficial é uma produção fotográfica de registro e divulgação de personalidades importantes, notadamente de reis, presidentes e governadores. Geralmente é ornada com cores e símbolos oficiais, como bandeira, faixas presidenciais e brasão dos países, estados ou municípios. Há também conotação como imagem divulgadora de ocasiões, produtos e reuniões.

### Fotografia em estúdio
Uma das vantagens de um estúdio grande é permitir uma maior distância entre o motivo e o fundo. Em condições com pouco espaço, é difícil iluminar os dois separadamente, e há o perigo de as sombras do motivo se formarem sobre o fundo.
Iluminando o fundo independentemente, ele pode ser transformado de centenas maneiras. Dê-lhe uma iluminação gradual, iluminando a parte superior e a parte inferior de maneiras diferentes. Em alternativa, projecta formas ou cores sobre o fundo, colocando sobre as luzes máscaras (chamadas gobos) ou acetatos coloridos.
Os rolos de papel branco ou preto são os fundos mais utilizados e os mais versáteis. Os rolos podem ser suspensos do alto da parede de um estúdio, e depois puxados até baixo e estendidos sobre o chão do estúdio, criando uma curvatura de forma a que a junção da parede com o chão não seja visível nas fotografias. A medida que o papel se vai estragando ou sujando, corta-se essa parte e puxa-se mais papel de rolo.
Há uma grande variedade de fundos à venda nas lojas da especialidade, mas saiba que os fundos simples muitas vezes resultam melhor, uma vez que não desviam a atenção, e porque num estúdio pequeno nem sempre é possível desfocar as formas mais elaboradas que o fundo possa ter.

### Fotografia como arte

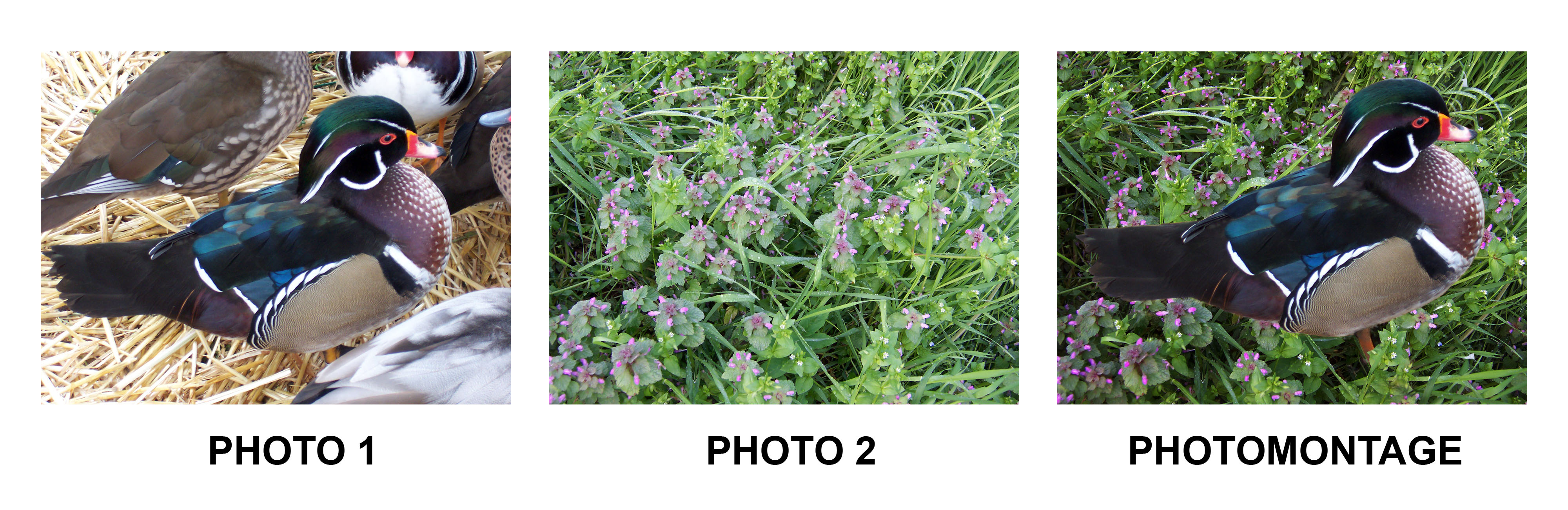
Fotomontagem feita a partir de duas fotos.

A discussão sobre se a fotografia é arte ou não é longa e envolve uma diversidade de opiniões.
De acordo com Barthes, muitos não a consideram arte, por ser facilmente produzida e reproduzida, mas a sua verdadeira alma está em interpretar a realidade, não apenas copiá-la. Nela há uma série de símbolos organizados pelo artista e o receptor os interpreta e os completa com mais símbolos de seu repertório.
Fazer fotografia não é apenas apertar o disparador. Tem de haver sensibilidade, registrando um momento único, singular. O fotógrafo recria o mundo externo através da realidade estética.
Em um mundo dominado pela comunicação visual, a fotografia só vem para acrescentar, pode ser ou não arte, tudo depende do contexto, do momento, dos ícones envolvidos na imagem. Cabe ao observador interpretar a imagem, acrescentar a ela seu repertório e sentimento.
| “ | Fotografar é colocar na mesma linha de mira a cabeça, o olho e o coração. | ” |

## Fotógrafo

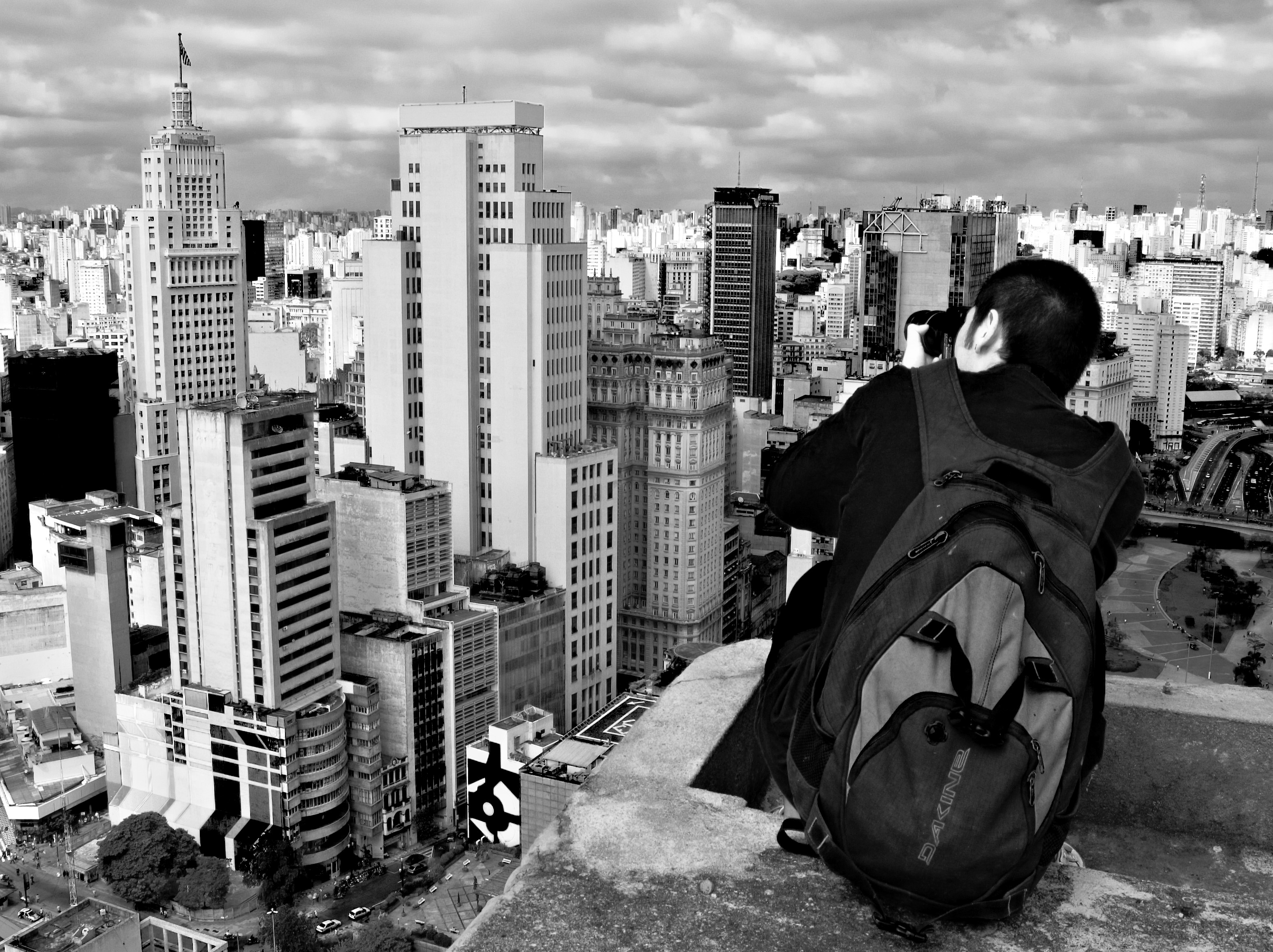
Um fotógrafo em atividade no centro da cidade de São Paulo, Brasil.

Fotógrafo é a pessoa que tira (registra) fotografia, usando uma câmera. É geralmente considerado um artista, pois faz seu produto (a foto) com a mesma dedicação e da mesma forma que qualquer outro artista visual.
Faz parte da cultura brasileira a figura do Fotógrafo Lambe-lambe, profissional que ficava nas praças tirando fotos comercialmente, quando adquirir uma máquina fotográfica era algo muito difícil devido ao seu alto valor comercial.

### Amadores e profissionais
Quando um determinado autor de fotografias baseia grande parte do seu rendimento monetário nesta atividade, diz-se ser um fotógrafo profissional.
Por vezes, o adjetivo profissional é usado erroneamente na fotografia para valorizar uma determinada imagem fotográfica ou perícia de um autor. Na realidade, a qualidade da fotografia nem sempre está relacionada com o fato do seu autor ser ou não profissional. Muitos amadores realizam com regularidade imagens mais bem sucedidas que muitos profissionais.
Na realidade "profissional" refere-se apenas à profissão do autor, e não à qualidade do trabalho. Ao mesmo tempo que um profissional pode realizar um trabalho mal feito, pode-se entender melhor, adiante no parte de "arte".
O adjetivo amador, quando atribuído a um fotógrafo, pode ter um significado muito vasto. Pessoas que apenas fotografam a sua família e vida, para uso pessoal, consideram-se fotógrafas amadores. Outros fotógrafos amadores chegam a publicar livros, realizar exposições e dedicam uma vida inteira ao estudo da fotografia.

### Especializações do fotógrafo
Uma vez que na atualidade a fotografia serve um vasto campo de assuntos e objetivos, foram criadas especializações. O fotógrafo especializa-se para melhor dominar a técnica de um determinado tipo de fotografia ou assunto. As especializações mais conhecidas são a foto reportagem (de eventos sociais), moda, o fotojornalismo, a paisagem, o retrato, a publicitária, (arte da fotografia de objetos em estúdio) e a foto em natureza, ( fotos de aves, animais, borboletas, insetos, répteis, todos livres, não cativeiro e nem de laboratório para está modalidade).

### Formação de um fotógrafo
A formação em fotografia numa escola de arte pode realizar-se através de um curso de fotografia ou de várias disciplinas de fotografia integradas em cursos de arte, design, pintura, multimídia, cinema, jornalismo e etc. Normalmente estes cursos estão orientados para o exercício da fotografia enquanto arte. Porém muitos fotógrafos são autodidatas acabam procurando formação só depois de anos de experiência na prática.
Numa escola profissional, a formação em fotografia está mais orientada para o exercício da fotografia enquanto profissão comercial.

## Essência da fotografia
A discussão sobre o uso da Fotografia é precedido pela tentativa de compreender sua imagem, o que ocorre desde seu desenvolvimento por diversos fotógrafos ao longo do século XIX (como afirma Geoffrey Batchen). Seu caráter artístico evidente constitui um entrave a seu uso pelas ciências sociais, enquanto seu caráter científico a tornou uma espécie de subalterna no campo da arte, características que parecem se reverter na segunda metade do século XX, na medida em que o estudo desse meio se aprofundou, as ciências sociais se abriram para a impossibilidade de completa objetividade, e o campo da arte passou a lidar fortemente com a ideia, em oposição a uma ênfase na forma artística.
Os estudos históricos sobre a foto iniciam por volta de cem anos após sua invenção. Já os estudos teóricos sobre a Fotografia parecem iniciar no pós-guerra, e a principal teoria usada para caracterizar a Fotografia advém do campo da semiótica, ou seja, declina da Semiologia de Saussure.
Numa leitura estrita da obra de Charles Sanders Peirce, definidora do campo da semiótica, a Fotografia se definiria a partir das três categorias de signo, que existem numa ordem de importância e dependência umas das outras: o ícone, que é uma representação qualitativa de um objeto - por exemplo, por analogia (é o caso da imagem fotográfica), o índice, que caracteriza um signo que refere-se ao significante pela causalidade ou pela contiguidade (às vezes diferenciado como índex, como na leitura de Umberto Eco), e o símbolo, cuja relação com o significante é arbitrária e definida por uma convenção (é o caso de uma bandeira de um país, por exemplo).
Ora, os estudos iniciais da Fotografia, bem como os artistas ao longo dos séculos XIX e XX se preocupavam com o problema da iconicidade da Fotografia, isto é, o potencial de sua imagem e o caráter de seu realismo.
O primeiro sinal de problematização dessa modalidade de discurso está na obra de Walter Benjamin, cujo texto "A obra de arte na era de sua reprodutibilidade técnica", revela uma preocupação com a modificação da recepção da Fotografia e do cinema em relação aos meios tradicionais da arte, estudo pioneiro e extremamente influente que leva instâncias inéditas, como o problema da aura (o que a diferencia da arte clássica) bem como o da multiplicação maciça da imagem.
É na obra de Roland Barthes que vemos um segundo momento da tentativa de tratar da Fotografia como meio. A obra de Barthes passa pela construção do estruturalismo, e sua leitura da obra de Peirce. Mas o universo de Barthes não se resume ao universo do signo; sua obra evidencia uma reatualização da questão do mito e o campo de problemas relativos a morte do autor. Seu grande livro sobre Fotografia, "Câmara Clara", possui um ponto de vista fenomenológico (que refere a Foto ao noema, conceito da fenomenologia de Husserl), bem como utiliza elementos da psicanálise lacaniana. Ao longo da obra de Barthes, a Foto é lida inicialmente numa chave dialógica característica do estruturalismo, implicando a criação de conceitos tais como conotação e denotação, ou ainda obtuso e o óbvio. O exame continuado do meio leva o autor a perceber a necessidade de abrir o pensamento estrutural: o par studium/punctum não se relaciona dialeticamente verdadeiramente. Os termos constituem-se como instâncias fenomenológicas da Fotografia: como studium, a Fotografia se exibe como objeto indiferente de estudo, enquanto a expressão punctum define a instauração de um fenômeno no qual sujeito e foto se afetam.
Um dos legados da leitura de Barthes sobre a fotografia é a percepção da importância do conceito de "índice", que é desenvolvido posteriormente nas obras de Rosalind Krauss (em "O Fotográfico", e em "A originalidade da Vanguarda"), de Jean-Marie Schaeffer ("A imagem precária"), e Philippe Dubois ("O Ato Fotográfico"). Tal relação não apenas tem sido utilizada no campo da arte, como indica Krauss, mas vem permitindo o uso da Fotografia de modo crescente nas ciências sociais.

### Memória e Afeto

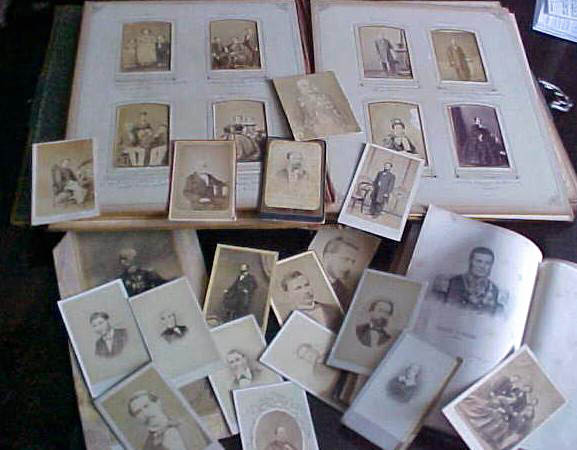
Fotografia e memória.

Na fotografia encontra-se a ausência, a lembrança, a separação dos que se amam, as pessoas que já faleceram, as que desapareceram.
Para algumas pessoas, fotografar é um ato prazeroso, de estar figurando ou imitando algo que existe. Já para outras, é a necessidade de prolongar o contato, a proximidade, o desejo de que o vínculo persista.
Strelczenia, 2001, apud Debray (1986, p. 60) assinala que a imagem nasce da morte, como negação do nada e para prolongar a vida, de tal forma que entre o representado e sua representação haja uma transferência de alma. A imagem não é uma simples metáfora do desaparecido, mas sim "uma metonímia real, um prolongamento sublimado, mas ainda físico de sua carne".
A foto faz que as pessoas lembrem do seu passado e que fiquem conscientes de quem são. O conhecimento do real e a essência de identidade individual dependem da memória. A memória vincula o passado ao presente, ela ajuda a representar o que ocorreu no tempo, porque unindo o antes com o agora temos a capacidade de ver a transformação e de alguma maneira decifrar o que virá.
A fotografia captura um instante, põe em evidência um momento, ou seja, o tempo que não para de correr e de ter transformações. Ao olhar uma fotografia é importante valorizar o salto entre o momento em que o objeto foi clicado e o presente em que se contempla a imagem, porém a ocasião fotografada é capaz de conter o antes e depois.
Confia-se, portanto, na capacidade da câmera fotográfica para guardar os instantes que se consideram valiosos. Tirar fotografias ajuda a combater o nada, o esquecimento. Para recordar é necessário reter certos fragmentos da experiência e esquecer o resto. São mais os instantes que se perdem que os que podemos conservar. Segundo Strelczenia (2001), "A memória se premia recordando, fazendo memorável; se castiga com o esquecimento".
Fotografa-se para recordar, porque os acontecimentos terminam e as fotografias permanecem, porém não sabemos se esses momentos foram significativos em si mesmos ou se tornaram memoráveis por terem sido fotografados.
A memória é constitutiva da condição humana: desde sempre o homem tem se ocupado em produzir sinais que permaneçam mais além do futuro, que sirvam de marca da própria existência e que lhe deem sentido. A fotografia traz consigo mais daquilo do que se vê. Ela não somente capta imagens do mundo, mas pode registrar o "gesto revelador, a expressão que tudo resume, a vida que o movimento acompanha, mas que uma imagem rígida destrói ao seccionar o tempo, se não escolhemos a fração essencial imperceptível" (CORTÁZAR, 1986,p. 30)
Todo esse campo de interpretação que a fotografia permite parte de vários fatores, ingredientes que agem profundamente (nem sempre visíveis) no significado da imagem. Segundo Lúcia Santaella e Winfried Nöth (2001), esses elementos são: o fotógrafo, como agente; o fotógrafo, a máquina e o mundo, ou seja, o ato fotográfico, a fenomenologia desse ato; a máquina como meio; a fotografia em si; a relação da foto com o referente; a distribuição fotográfica, isto é, a sua reprodução; a recepção da foto, o ato de vê-la.
É no ensaio fotográfico que a pessoa busca a emoção, algo que ela nunca tenha sentido. A fotografia é capaz de ferir, de comover ou animar uma pessoa. Para cada um ela oferece um tipo de afeto. Na composição de significado da foto, segundo Barthes (1984), há três fatores principais: o fotógrafo (operator), o objeto (spectrum) e o observador (spectator). O fotógrafo lança seu olhar sobre o assunto, ele o contamina e faz as fotos segundo seu ponto de vista. O objeto (ou modelo) se modifica na frente de uma lente, simulando uma coisa que não é. No caso do observador, ele gera mais um campo de significado, lançando todo o seu repertório e alterando mais uma vez a imagem.
Barthes (1984, p. 45) observa ainda a presença de dois elementos na fotografia, aquilo que o fotógrafo quis transmitir é chamado de studium, ou seja, é o óbvio, aquilo que é intencional. Já quando há um detalhe que não foi pré-produzido pelo autor, recebe o nome de punctum. Esse último gera um outro significado para o observador, fere, atravessa, mexe com sua interpretação.
Reconhecer o studium é fatalmente encontrar as intenções do fotógrafo, entrar em harmonia com elas, aprová-las, discuti-las em mim mesmo, pois a cultura (com que tem a ver o studium) é um contrato feito entre os criadores e os consumidores. (…) A esse segundo elemento que vem contrariar o studium chamarei então punctum. Dessa vez, não sou eu que vou buscá-lo, é ele que parte da cena, como uma flecha, e vem me transpassar (BARTHES, 1984, p. 48).
Por meio das fotografias descobre-se a capacidade de obter camadas inteiras e de emoções que estão escondidas na memória. Também se pode descobrir e obter novas significações que naqueles momentos não estavam explícitas.
As imagens são aparentemente silenciosas. Sempre, no entanto, provocam e conduzem a uma infinidade de discursos em torno delas.